# Kanton Malicorne-sur-Sarthe
Der Kanton Malicorne-sur-Sarthe war von 1790 bis 2015 ein französischer Wahlkreis im Arrondissement La Flèche, im Département Sarthe und in der Region Pays de la Loire; sein Hauptort war Malicorne-sur-Sarthe.

## Geografie
Der Kanton Malicorne-sur-Sarthe lag im Mittel 53 Meter über Normalnull, zwischen 27 Meter in Dureil und 108 Meter in Courcelles-la-Forêt.
Der Kanton lag im Südwesten des Départements Sarthe. Er grenzte im Westen an den Kanton Sablé-sur-Sarthe, im Nordwesten an den Kanton Brûlon, im Nordosten an den Kanton La Suze-sur-Sarthe, im Osten an den Kanton Pontvallain und im Süden an den Kanton La Flèche. 

## Gemeinden
Der Kanton Malicorne-sur-Sarthe bestand aus elf Gemeinden.
| Gemeinde                 | Einwohner Jahr | Fläche km² | Bevölkerungsdichte | Code INSEE | Postleitzahl |
| ------------------------ | -------------- | ---------- | ------------------ | ---------- | ------------ |
| Arthezé                  | 396 (2013)     | 8,65       | 46 Einw./km²       | 72009      | 72270        |
| Le Bailleul              | 1.238 (2013)   | 27,46      | 45 Einw./km²       | 72022      | 72200        |
| Bousse                   | 434 (2013)     | 12,02      | 36 Einw./km²       | 72044      | 72270        |
| Courcelles-la-Forêt      | 412 (2013)     | 19,6       | 21 Einw./km²       | 72100      | 72270        |
| Dureil                   | 67 (2013)      | 7,96       | 8 Einw./km²        | 72123      | 72270        |
| Ligron                   | 498 (2013)     | 13,48      | 37 Einw./km²       | 72163      | 72270        |
| Malicorne-sur-Sarthe     | 1.934 (2013)   | 15,13      | 128 Einw./km²      | 72179      | 72270        |
| Mézeray                  | 1.866 (2013)   | 32,95      | 57 Einw./km²       | 72195      | 72270        |
| Noyen-sur-Sarthe         | 2.660 (2013)   | 43,58      | 61 Einw./km²       | 72223      | 72430        |
| Saint-Jean-du-Bois       | 630 (2013)     | 14,62      | 43 Einw./km²       | 72293      | 72430        |
| Villaines-sous-Malicorne | 1.034 (2013)   | 19,16      | 54 Einw./km²       | 72377      | 72270        |

## Bevölkerungsentwicklung
| 1962  | 1968  | 1975  | 1982  | 1990  | 1999  | 2006   |
| ----- | ----- | ----- | ----- | ----- | ----- | ------ |
| 9.234 | 8.875 | 8.603 | 8.896 | 8.705 | 9.066 | 10.453 |